# Uniunea Națională Creștină
Uniunea Națională Creștină (UNC) a fost un partid politic de orientare naționalistă și antisemită din Regatul României, înființat în ianuarie 1922 de A. C. Cuza și Nicolae Paulescu.
UNC a luat naștere în urma rupturii dintre A. C. Cuza și Nicolae Iorga, marcând actul final al dizolvării partidului înființat de cei doi, predecesor al UNC, Partidul Naționalist-Democrat, fondat în 1910. Cuza a fost constrâns de circumstanțe să înființeze această nouă organizație, întrucât majoritatea naționalist-democraților au ales să-l urmeze pe Nicolae Iorga.

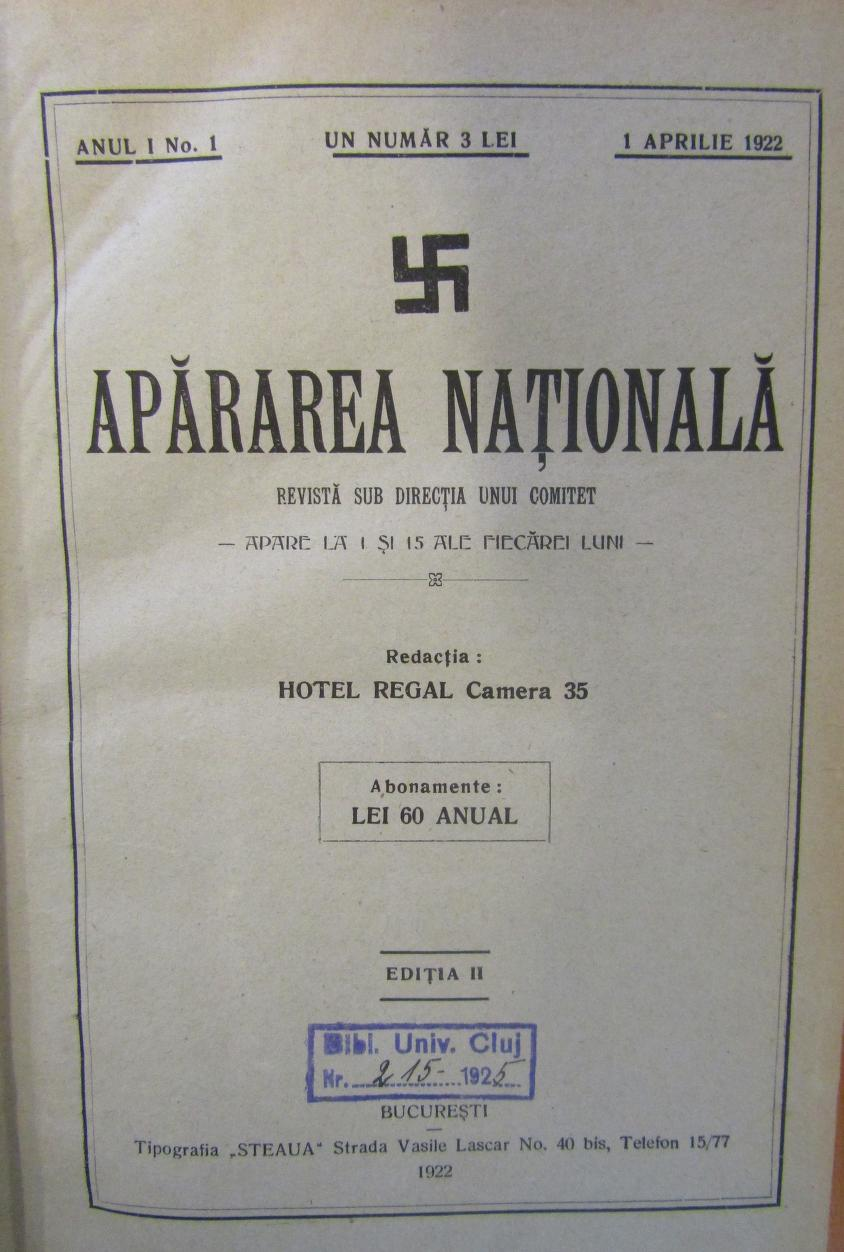
Apărarea Națională, anul I, nr. 1, 1 aprilie 1922 - pagini care descriu Uniunea Națională Creștină

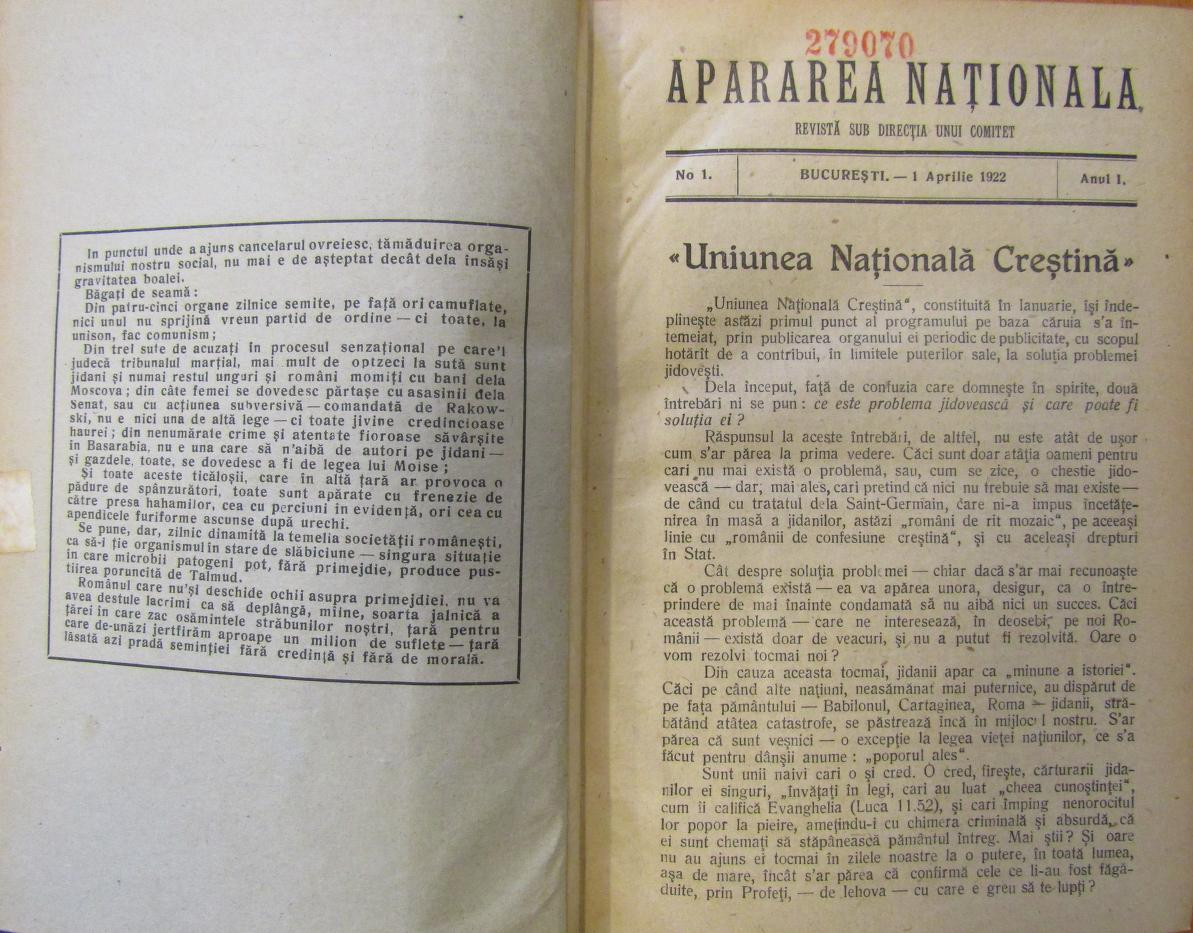
În 1922, ziarul a servit drept organ de propagandă al Uniunii Creștine Naționale, care mai târziu a devenit Liga Apărării Național-Creștine.

## Ideologie
Așa cum reiese și din ziarul afișat mai sus, scopul organizației era de a rezolva presupusa „problema jidănească”. Uniunea adopta o poziție violent antisemită, antisemitismul ocupând un loc de cinste în publicațiile UNC, depășind preocupările cu caracter antipoliticianist și anticomunist ale altor organizații contemporane.